# Le Thuit-Signol

Le Thuit-Signol este o comună în departamentul Eure, Franța. În 1 ianuarie 2018 avea o populație de 2.463 de locuitori.